# Katableps
Katableps là một chi nhện trong họ Lycosidae.